# Алгази
Алгази́ (рос. Алгазы) — присілок в Якшур-Бодьїнському районі Удмуртії, Росія.
Населення — 201 особа (2010; 195 в 2002).
Національний склад (2002):
- удмурти — 51 %
- росіяни — 49 %

## Історія
Алгази засновані 1838 року як починок Верхні Ітчі.

## Урбаноніми[4]
- вулиці — Ключова, Нова, Поштова, Центральна